# Arlington (New York)
Pour les articles homonymes, voir Arlington.
Arlington est une census-designated place du comté de Dutchess, dans l'État de New York, aux États-Unis,. En 2020, elle compte une population de 3 010 habitants.